# Gare de l'Ouest (stație de metrou din Bruxelles)
fr  Gare de l'Ouest / nl  Weststation  (în română Gara de Vest) este o stație de metrou situată în Comuna Molenbeek-Saint-Jean, în Regiunea Capitalei Bruxelles din Belgia. Este un loc în care se întâlnesc toate cele patru linii de metrou din Bruxelles, 1, 2, 5 și 6, și o importantă stație multimodală, permițând transferul călătorilor între patru linii de metrou, două linii de tramvai și o linie de autobuz a MIVB-STIB, cinci linii de autobuz ale companiei flamande De Lijn și o linie de tren a RER. 

## Istoric
Stația de metrou este situată în interiorul Gării de Vest și a fost deschisă inițial pe 5 octombrie 1982, odată cu inaugurarea unei secțiuni de 7,1 km a liniei 1B. Noua stație, extinsă și modernizată, a fost inaugurată pe 2 aprilie 2009 de către Regele Albert al II-lea, iar după reorganizarea, pe 4 aprilie 2009, a rețelei de metrou, Gare de l'Ouest / Weststation a devenit un punct nevralgic al acesteia.

## Caracteristici
Gare de l'Ouest / Weststation este situată pe Șoseaua Ninove, este o stație de tranzit pentru garniturile liniilor 2, 5 și 6 și punctul terminus al liniei 1. Liniile 2 și 6 care trec prin stație au traseu comun până la Simonis, dar linia 6 continuă apoi până în stația Koning Boudewijn.
În stație traseul metroului este unul suprateran, iar peroanele sunt dispuse de o parte și de cealaltă a liniilor. Pentru trecerea de pe un peron pe celălalt trebuie însă urcată și traversată o pasarelă pietonală.
În sala caselor de bilete, situată deasupra peroanelor, se afla expusă o pictură pe sticlă a artistului Guy Vandenbranden. Lucrarea de artă acoperea întreaga lățime a unuia dintre pereți și a servit atât pentru decorare, cât și pentru a permite luminii să pătrundă. În timpul renovării stației, lucrarea a fost mutată și expusă la Beekkant.
După renovare, la nivelul –2, vizavi de peronul spre Delacroix, este expus un colaj colorat, creație a artistului Yves Zurstrassen. La nivelul –3, de-a lungul liniei spre Elisabeth / Koning Boudewijn, sunt expuse 30 de fotografii alb-negru de 2 pe 3 metri realizate de Stephan Vanfleteren. Ele prezintă locuitori obișnuiți ai Bruxelles-ului care au devenit manechine pentru o zi și au purtat creații ale unor stiliști locali precum Christophe Coppens, Annemie Verbeke și Olivier Strelli.

## Legături

### Linii de metrou ale STIB
- 1 către Stockel / Stokkel
- 2 Simonis – Elisabeth
- 5 Erasme / Erasmus – Herrmann-Debroux
- 6 Roi Baudouin / Koning Boudewijn – Elisabeth

### Linii de autobuz aleDe Lijn
- 126 Gara Bruxelles-Nord – Ninove (linie expres)
- 127 Gara Bruxelles-Nord – Ninove
- 128 Gara Bruxelles-Nord – Ninove
- 129 Gara Bruxelles-Nord – Dilbeek Zuurweide
- 620 Brussels Airport – Spitalul Erasme

### Linii de tramvai aleMIVB-STIB
- 82 Gara Berchem – Castelul Drogenbos
- 83 Gara Berchem – Montgomery

### Linii de autobuz ale MIVB-STIB
- 86 Machtens – Gara Bruxelles-Central

## Locuri importante în proximitatea stației
- Muzeul Chinei, o galerie de 3000 de fotografii ale misionarilor din toată lumea care au încercat creștinarea Chinei.[6]
- Congregația misionarilor din Scheut.

## Galerie de imagini

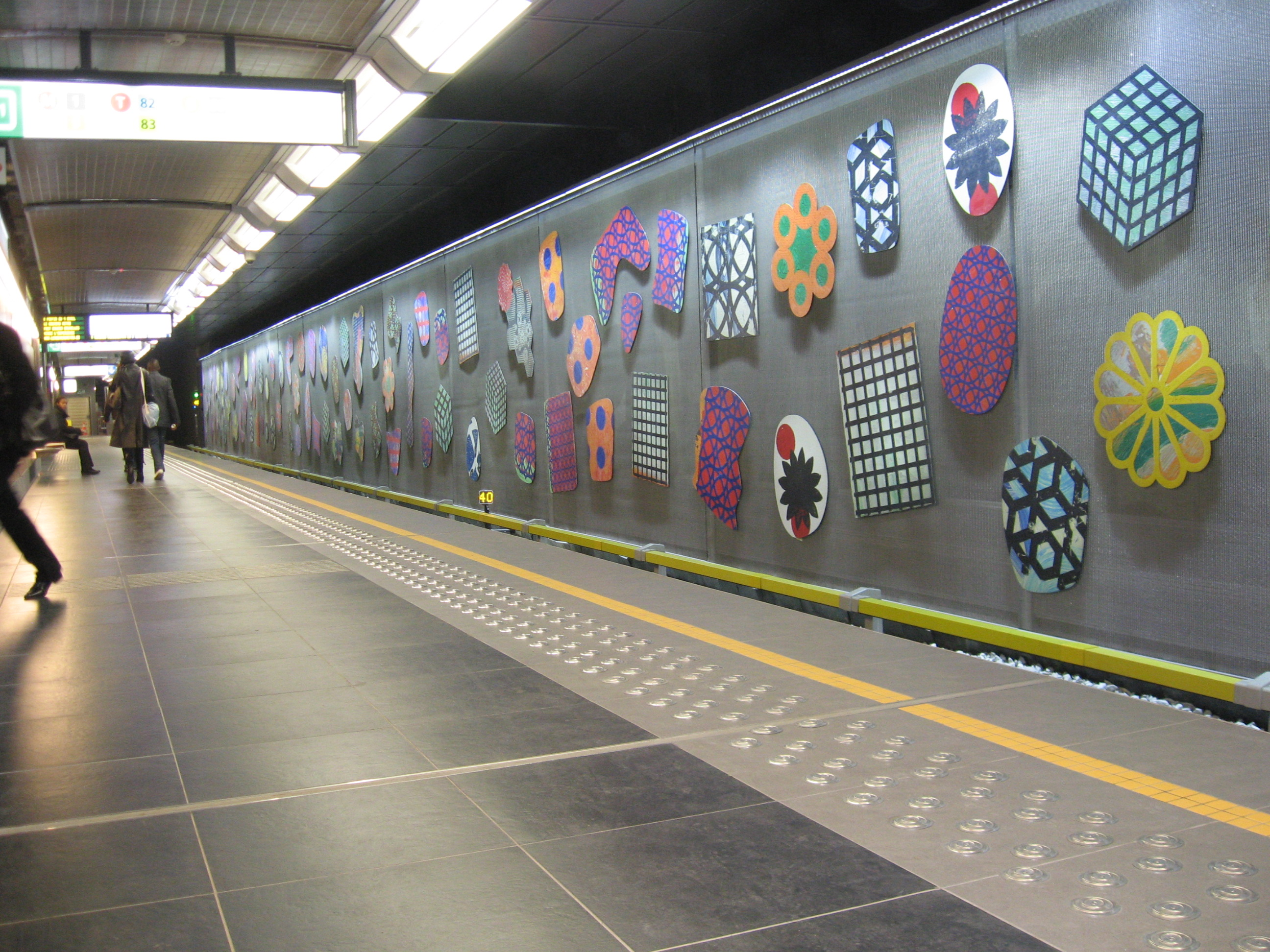
Peretele decorat al liniilor de metrou 2/5.
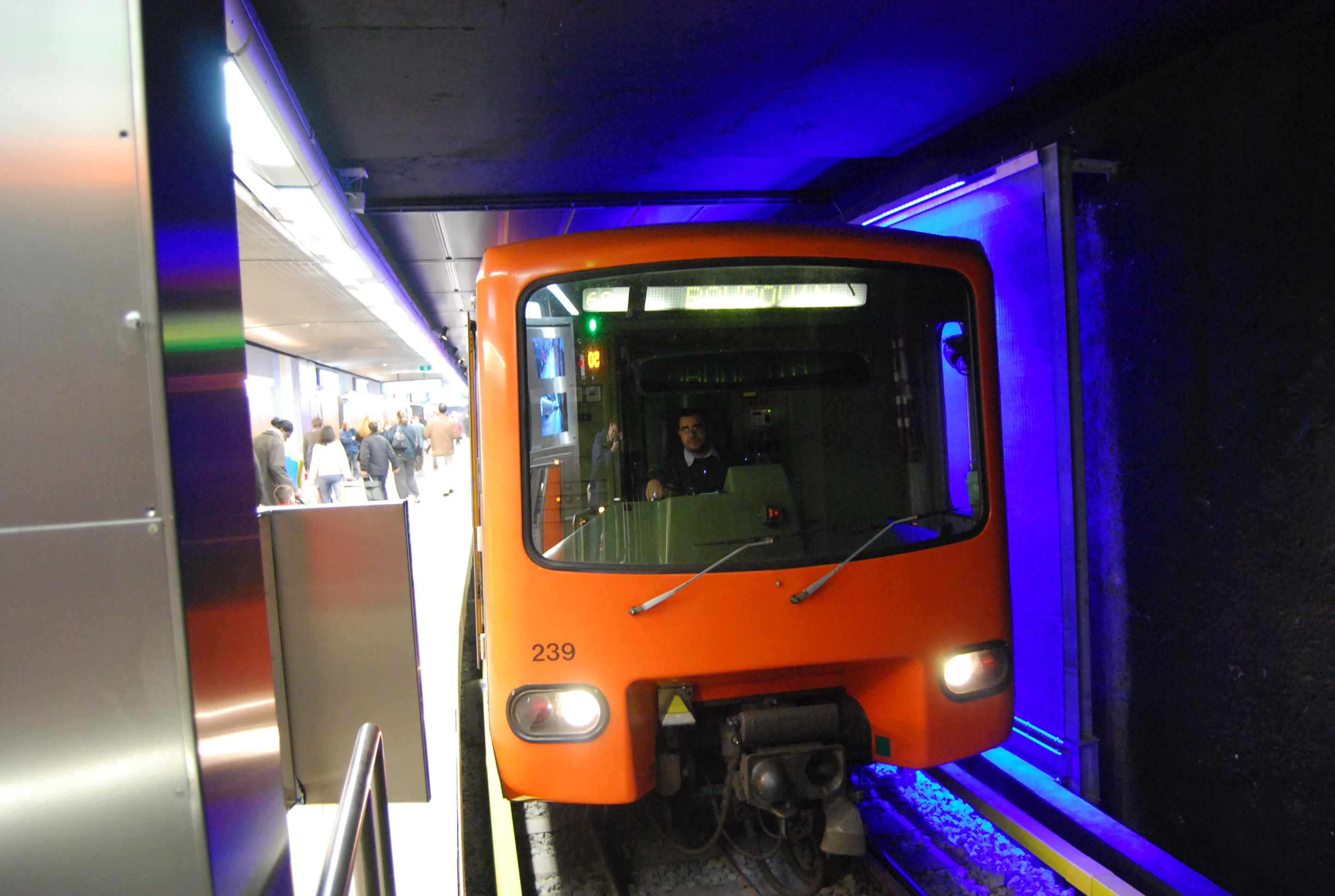
Garnitură de metrou în stația Gare de l'Ouest / Weststation, aprilie 2009.